# Dakimakura
Dakimakura (jap. 抱き枕 daki-makura) – rodzaj dużej, długiej poduszki (poduszki-przytulanki) wywodzącej się z Japonii, popularnej na Dalekim Wschodzie, przeważnie z motywami postaci z anime lub mangi.  Element subkultury otaku.

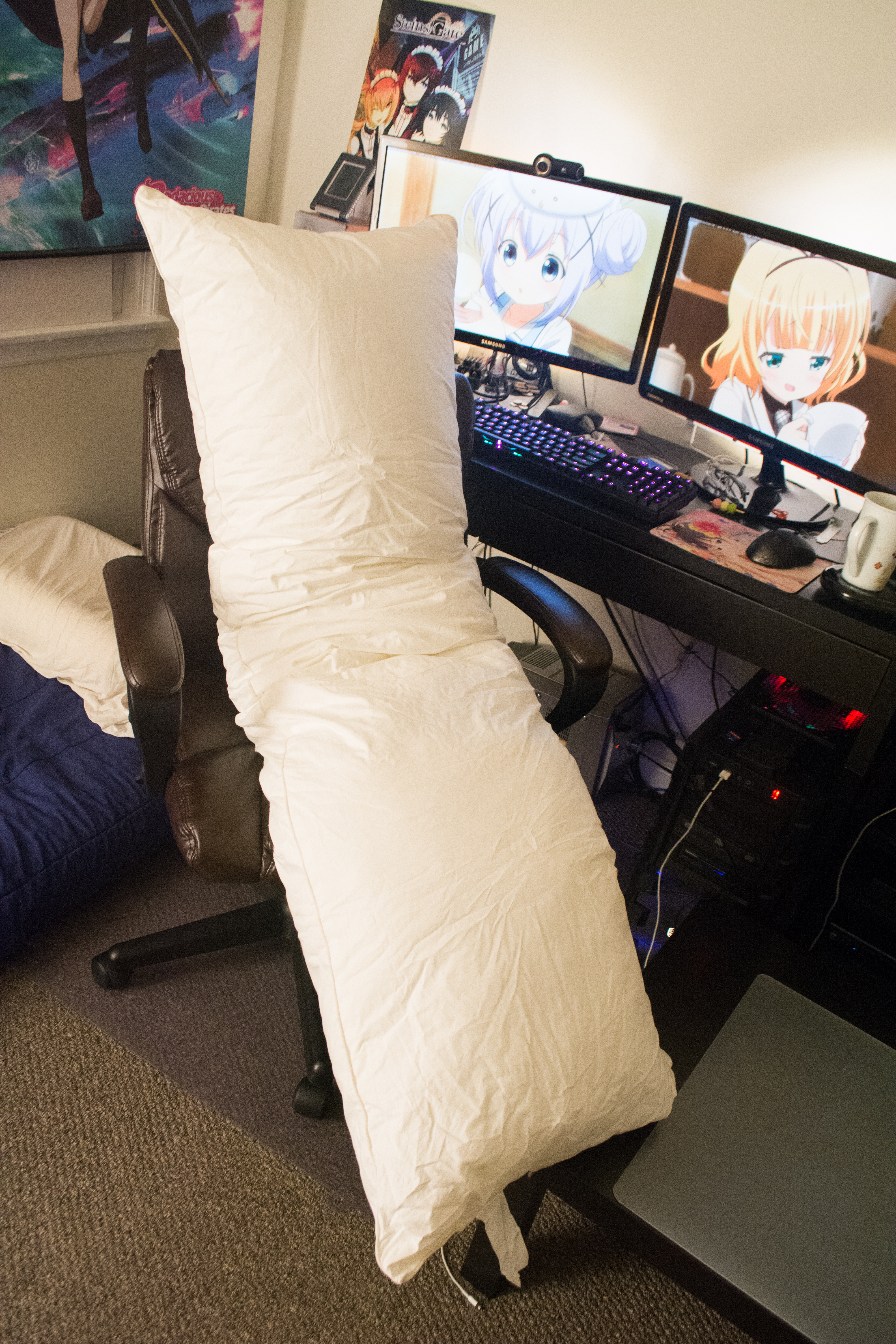
Przykład dakimakury bez nadruku.

Złożenie daki-makura składa się z dwóch słów: daki – „przytulanie, obejmowanie, trzymanie w ramionach” i makura – „poduszka, podgłówek”.